# ミコラ・コレッサ
ミコラ・フィラレートヴィチ・コレッサ（ウクライナ語: Микола Філаретович Коле́ссаムィコーラ・フィラレートヴィチュ・コレーッサ；英語: Mykola Kolessa、1903年12月6日 - 2006年6月8日）は、ウクライナの作曲家、指揮者。

## 経歴
1903年、リヴィウ近郊のサーンビルで生まれた。著名な音楽家の家系で、父のフィラレット・コレッサは音楽民族学者で作曲家であった。プラハに留学し、指揮をオタカル・オストルチルに、作曲をヴィーチェスラフ・ノヴァークに師事。
1931年に帰国し、リヴィウ音楽院で教鞭をとり、1939年から40年にわたってリヴィウ管弦楽団を指揮した。1991年にソ連人民芸術家の称号を、1983年にはタラス・シェフチェンコ賞を受けた。

## 家族・親族
- 父：フィラレット・コレッサは音楽学者。
- いとこ：リュブカ・コレッサはピアニスト。

## 作曲作品とその特徴
その作品はウクライナの民俗音楽とバルトークからの影響が見受けられる。管弦楽曲は2曲の交響曲（1950、1966）や「ウクライナ組曲」（1928）、「交響的変奏曲」（1931）、「山にて」（1972）などがあり、他に室内楽曲や連作歌曲がある。